# Ђе се купаш
„Ђе се купаш” је песма црногорског хипхоп дуа Ху си. Објављена је у оквиру албума Немам ти кад 29. јула 2014. као друга песма на албуму. Видео-спот за песму је премијерно приказан на МТВ-ју тачно два месеца после објаве албума и достигао је више десетина милиона прегледа на платформи Јутјуб. Спот је сниман на плажи Веља Спила у Луштици, у Боки которској.
Песма саркастично обрађује мушко-женске љубавне односе током летње сезоне на Црногорскоме приморју. Сам назив песме „Ђе се купаш” је црногорско-проморска локална доскочица коју упућују младићи девојкама у жељи да остваре међуљудски однос. Песма је популаризовала ту доскочицу широм Црне Горе и Србије.
„Ђе се купаш” је за врло кратко време постала хит који се, посебно у летњим месецима, одржао и годинама касније. Неки га сматрају ремек-делом хипхопа на српском језику.
Године 2022. у такмичењу Звезде гранда који се претежно бави фолк и поп музиком, такмичар Жељко Вукчевић је отпевао ову хипхоп нумеру што је изазвало позитивну реакцију жирија, те је Вукчевић прошао у наредни круг.